# B
B är den andra bokstaven i det moderna latinska alfabetet.
Som morsekod (fil)

## Betydelser

### Versalt B
- Kemiskt tecken för grundämnet bor. Se även periodiska systemet.
- Symbol för talet 11 i det hexadecimala talsystemet.
- Programmeringsspråket B, en föregångare till C .
- Formell mjukvaruutvecklingsmetod och CASE-verktyg, se B (mjukvaruutveckling).
- Inom bibliotekens klassifikationssystem SAB beteckning för "Allmänt och blandat", se B (SAB).
- Betyget Godkänd i vissa äldre betygsskalor, se Skolbetyg i Sverige
- Slang för något dåligt, eller sämre, se B-film.
- Film av Daniel Vázquez Sallés från 1996, se B (film).
- Nationalitetsmärke för motorfordon från Belgien.
- En ton, antingen den som numera oftast kallas Bess (en helton under C) eller den som tidigare kallades H (en halvton under C), se B, H och Bess.
- Influensavirus typ B
- 2-klassvagn i det svenska litterasystemet för järnvägsfordon, se Littera och Järnvägsvagn.
- Söndagsbokstav för normalår som börjar en lördag
- Förkortning för informationsmängdenheten Byte

### Gement b
- Förkortning för den binära informationsmängden bit

## Historia
Till det latinska alfabetet kom bokstaven B från den grekiska bokstaven beta, som i sin tur kom från det feniciska alfabetets bokstav "beth", vilken i sin tur ursprungligen föreställde ett hus.

## Datateknik
I datorer lagras B samt förkomponerade bokstäver med B som bas och vissa andra varianter av B med följande kodpunkter:
| Unicode | Gemen |                                      | Unicode | Versal |                                        | Används bl.a. i följande språk         |
| ------- | ----- | ------------------------------------ | ------- | ------ | -------------------------------------- | -------------------------------------- |
| U+0062  | b     | LATIN SMALL LETTER B                 | U+0042  | B      | LATIN CAPITAL LETTER B                 | de flesta där latinskt alfabet används |
| U+1D47  | ᵇ     | MODIFIER LETTER SMALL B              |         |        |                                        |                                        |
| U+1E03  | ḃ     | LATIN SMALL LETTER B WITH DOT ABOVE  | U+1E02  | Ḃ      | LATIN CAPITAL LETTER B WITH DOT ABOVE  | äldre ortografi för klassisk gaeliska  |
| U+1E05  | ḅ     | LATIN SMALL LETTER B WITH DOT BELOW  | U+1E04  | Ḅ      | LATIN CAPITAL LETTER B WITH DOT BELOW  |                                        |
| U+1E07  | ḇ     | LATIN SMALL LETTER B WITH LINE BELOW | U+1E06  | Ḇ      | LATIN CAPITAL LETTER B WITH LINE BELOW | arabiska                               |
| U+0E3F  | ฿     | THAI CURRENCY SYMBOL BAHT            |         |        |                                        | valutasymbol, baht                     |

I ASCII-baserade kodningar lagras B med värdet 0x42 (hexadecimalt) och b med värdet 0x62 (hexadecimalt).
I EBCDIC-baserade kodningar lagras B med värdet 0xC2 (hexadecimalt) och b med värdet 0x82 (hexadecimalt).
Övriga varianter av B lagras med olika värden beroende på vilken kodning som används, om de alls kan representeras.